# Pass Lueg
Der Pass Lueg (gesprochen „Lu-eg“ mit Betonung auf der ersten Silbe, etymologisch richtiger aber „Luag“) ist ein 552 m hoher Talpass in den Alpen an der Salzach, Bundesland Salzburg (Österreich). Er stellt die früher wichtigste Verbindung des Außergebirgs mit dem Innergebirg, d. h. den Gebirgsgauen des Salzburger Landes, dar, und war Teil einer der wichtigsten Alpentransitrouten, hat aber heute seine Bedeutung weitgehend verloren. Die wenigen Bauten bilden auch einen Ortsteil von Golling an der Salzach.

## Wortherkunft und Bezeichnung
1160 ist eine Mautstelle apud clusam iuxta Weruen (‚bei der Klause nahe Werfen‘) erwähnt, das kann das spätere Hohenwerfen ebenso sein wie die Passfeste Lueg (oder schlicht die ganze Passage). Im 13. Jahrhundert ist dann luoch erwähnt (1258, 1291).
Der Namensteil Lueg stammt sehr wahrscheinlich vom Wort luegen (gesprochen Luagen) ab, d. h. von schauen. Von Teilen des Pass Lueg ist eine gute Aussicht auf den Tennengau möglich.
Bei dem silbischen Laut <ue> in Lueg (mit Betonung auf dem <u>) handelt es sich nicht um den Umlaut <ü>, sondern um die alte bairische Umschreibung für den Diphthong <ua> (vgl. auch Oberdeutsche Schreibsprache). Die korrekte Aussprache wäre demnach Pass Luag oder Pass Luug. Im Dialekt wird heute weiterhin hauptsächlich die erstere Variante verwendet, wobei das <a> oft undeutlich ist und zu einem Schwa schwindet. In der allgemeinen Umgangssprache ist die Aussprache entsprechend der Schreibung Lueg üblich.
Die beiden Bezeichnungen Pass Lueg und Salzachöfen können landesüblich austauschbar für das ganze schluchtartige Durchbruchstal der Salzach verwendet werden, im engeren Sinne ist der Pass Lueg eine Ortslage und historische Befestigung inmitten der Schlucht, und die Salzachöfen sind der unterste und wildeste Flussabschnitt der Salzach.
„Pass“ heißt das Straßenstück insbesondere auch darum, weil es tatsächlich vom Salzachniveau fast 100 Höhenmeter ansteigt, um die unwegsamsten Stellen zu passieren.

## Geographie

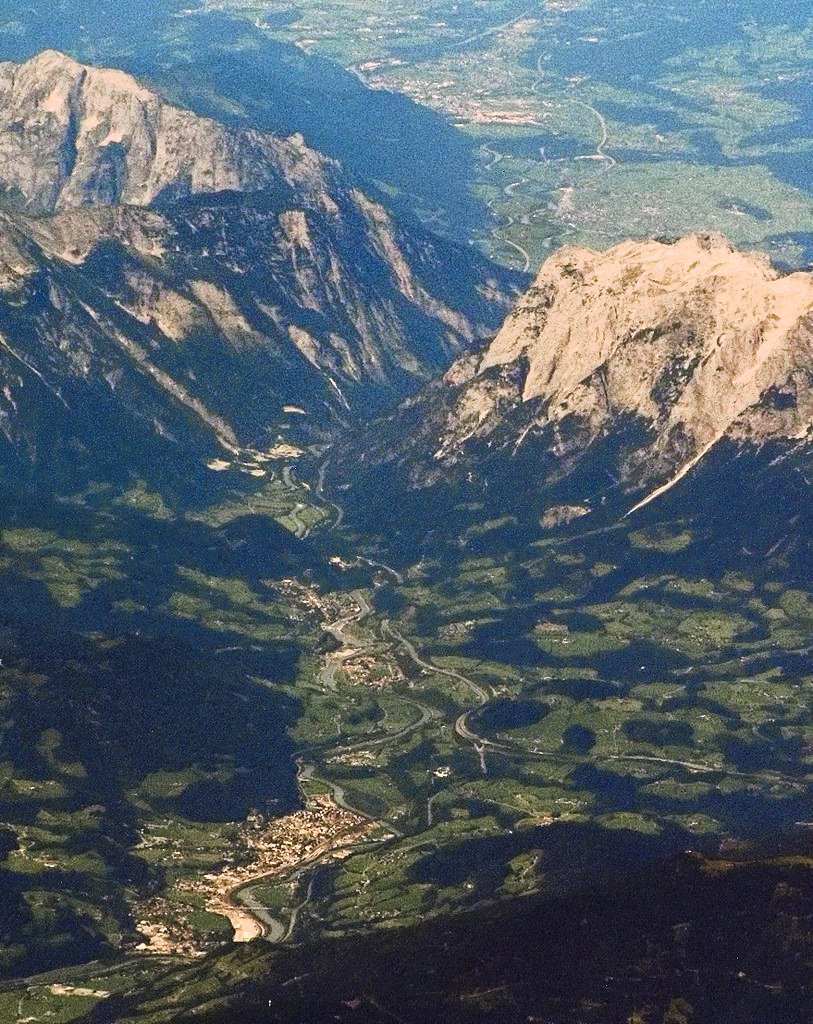
Der Pass Lueg als Engtal von Süden: Das Salzachtal zwischen Bischofshofen und Hallein, links das Hagengebirge, rechts das Tennengebirge

Der Talpass liegt südlich von Golling an der Salzach im klammartigen Durchbruch der Salzach durch das Hagengebirge im Westen und das Tennengebirge im Osten. Nördlich des Passes liegen die Strudellöcher der Salzachöfen. Der Ausdruck meint im Sprachgebrauch sowohl die Passhöhe selbst im Speziellen, wie auch den ganzen S-förmigen Talabschnitt, von den Salzachöfen und dem Austritt der Salzach aus den Alpen im Norden bis zum südseitigen Beginn der Klamm, beim alten Fuhr- und Flößerwirtshaus Stegenwald ⊙.
Über den Pass Lueg verläuft nur die Salzachtal Straße (B 159). Die parallel zur B 159 verlaufende Tauernautobahn (A 10) führt wegen der Enge des hiesigen Talstücks großräumig durch Tunnel, den Ofenauertunnel (1,3 km), eine Salzachbrücke und den Hieflertunnel (2 km). Auch die Salzburg-Tiroler-Bahn, die Bahnstrecke Salzburg–Bischofshofen und weiter, führt nicht über die Passhöhe selbst, sondern umfährt sie mit Brücke und dem Ofenauer Tunnel (940 m) etwas vor dem Pass selbst. Den Rest der Salzachengstelle nach Süden führt sie aber die Salzach entlang und begleitet die B 159.
Die Autobahn hat heute auch eine Anschlussstelle Pass Lueg bei Stegenwald (Exit 34).

## Geschichte

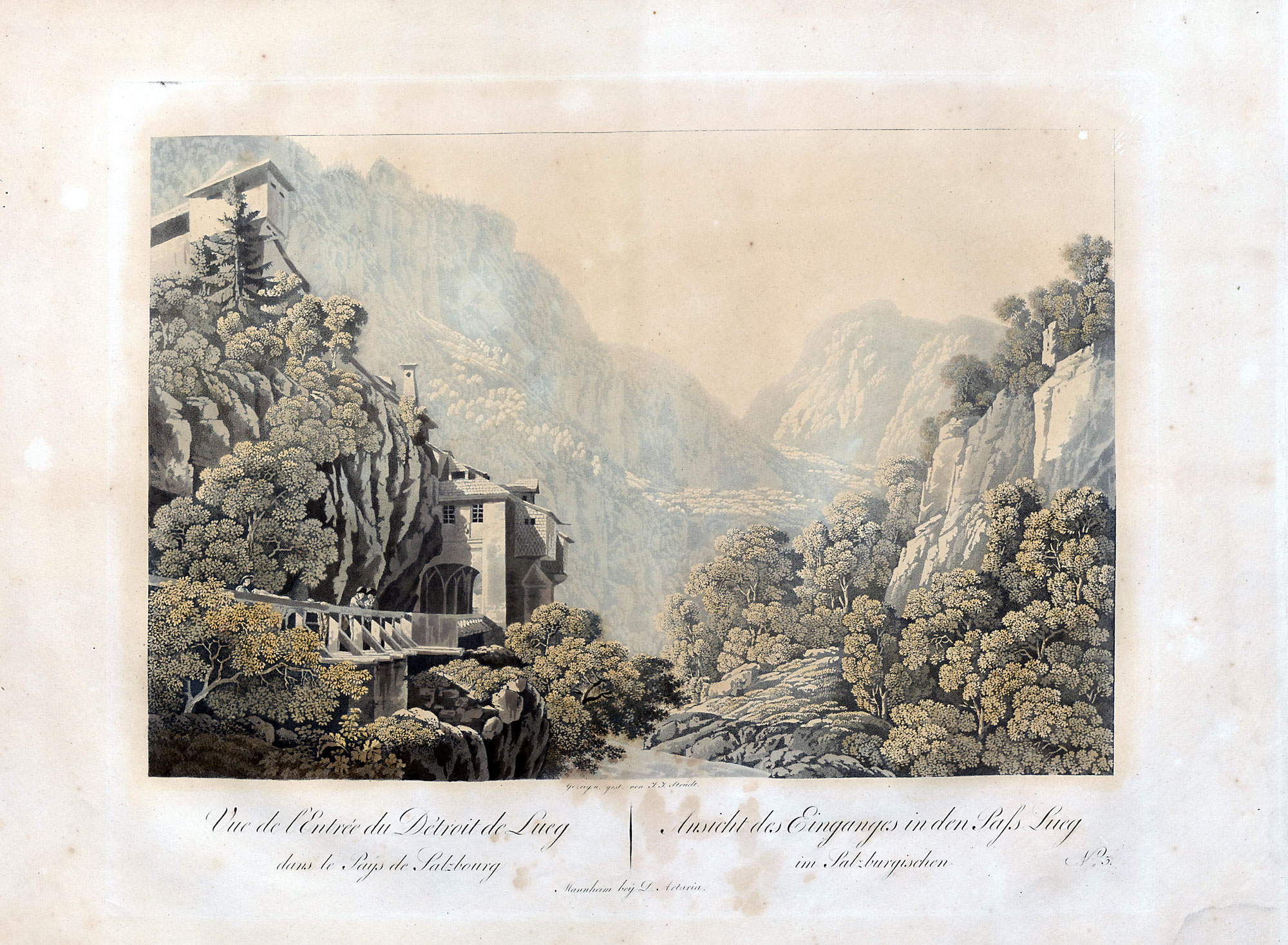
Ansicht des Einganges in den Paß Lueg im Salzburischen, Johann Jakob Strüdt, vor 1800

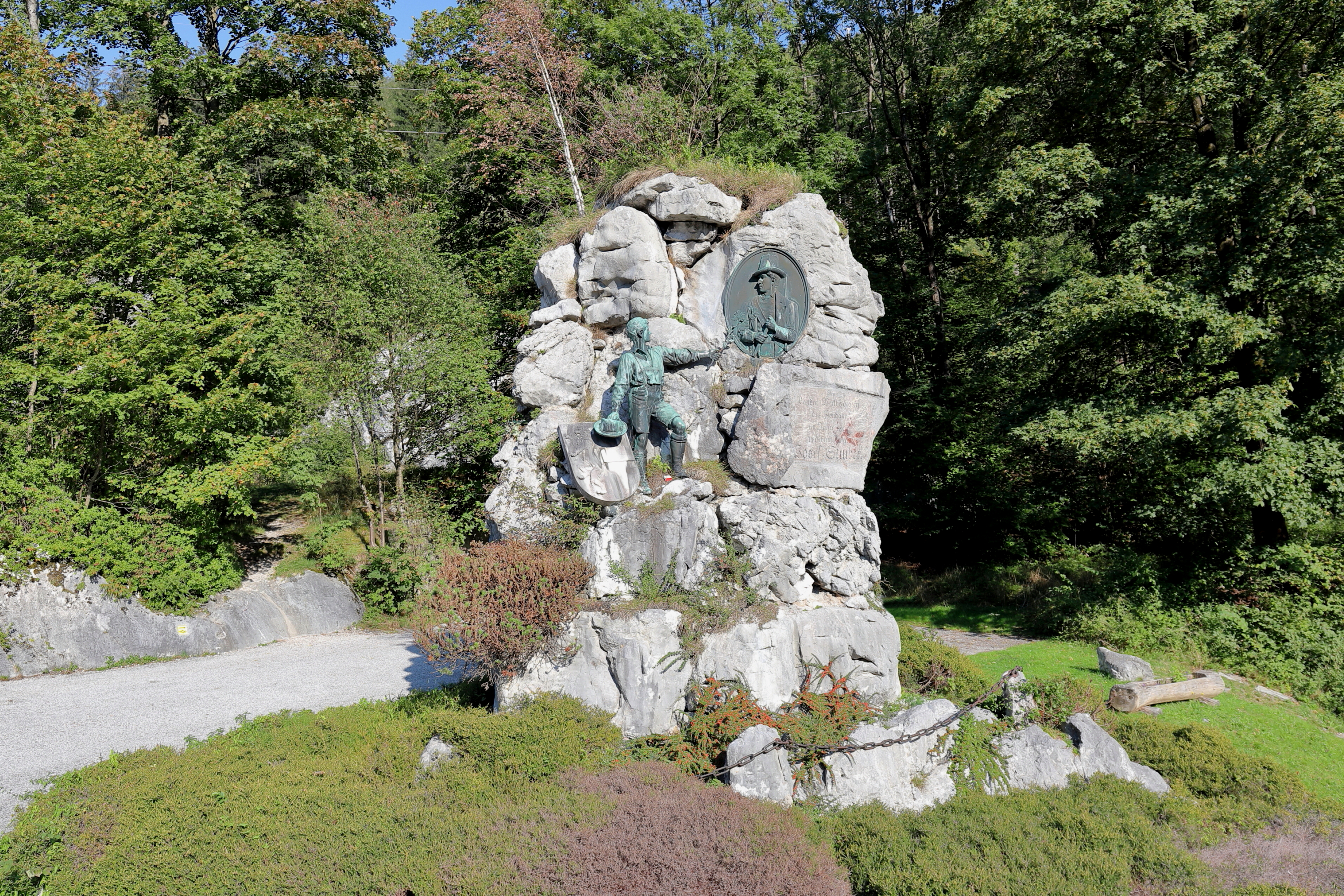
Struber-Denkmal

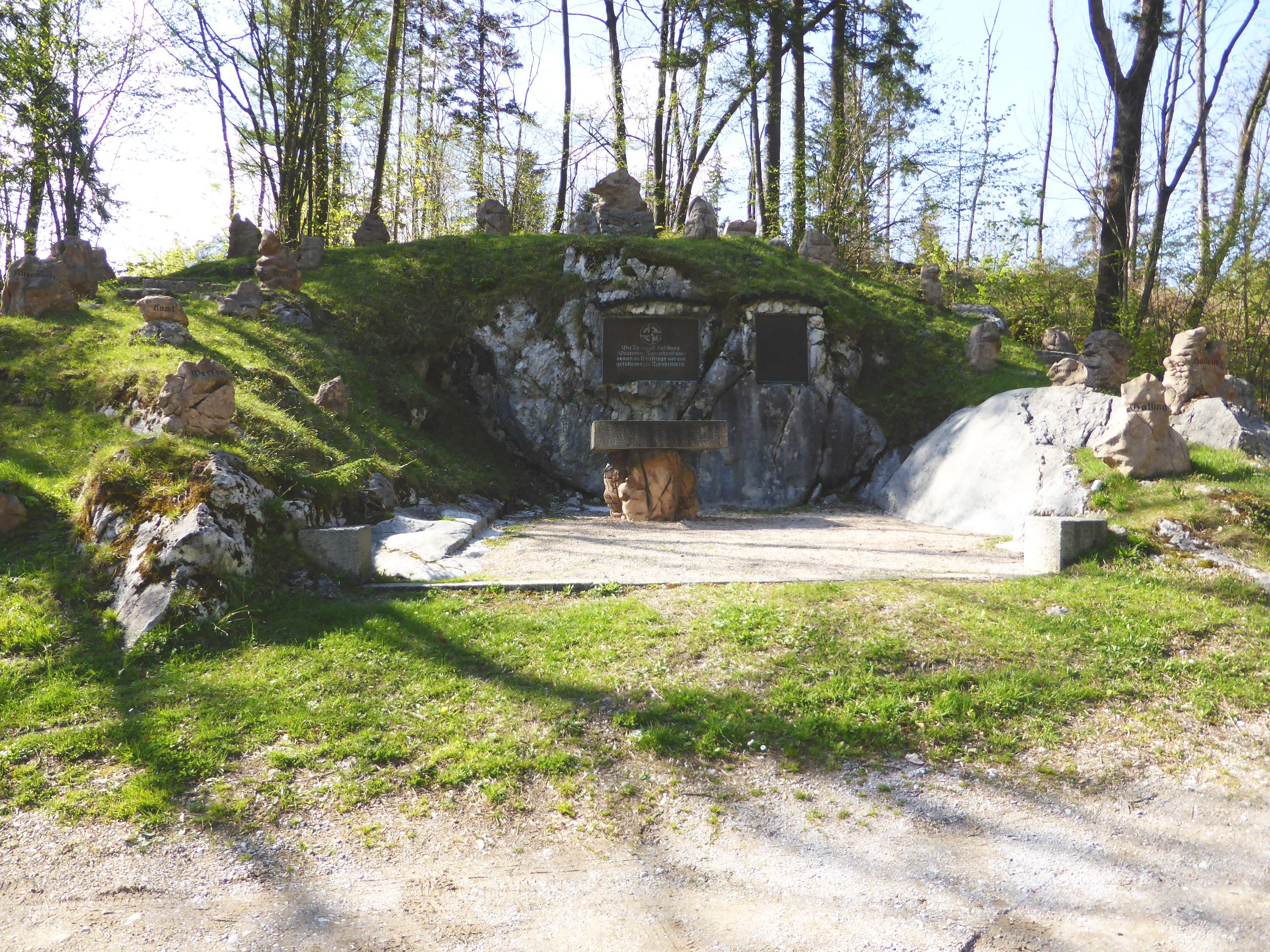
Denkmal des Salzburger Turnerbundes für die Gefallenen im Ersten Weltkrieg

Der Pass Lueg ist zweifellos eine Altstraße, ein wichtiger Beleg ist ein Depotfund der Bronzezeit, der auf das 13. Jahrhundert v. Chr. datiert wird, und dessen bedeutendstes Fundstück der Helm vom Pass Lueg, ein etruskischer Kammhelm ist. Er wurde 1838 gefunden. Auch wurden 1972 Wagenspuren der wichtigen norischen Römerstraße Aquileia – Virunum – Iuvavum (von der Adria über Unterkärnten und den Radstädter Tauern nach Salzburg und an den Limes) befundet, am Abschnitt zwischen den Mansios (Poststationen) Vocarium (Dorfwerfen) und Cucullae (Kuchl). Diese Bedeutung als Verkehrsroute von europäischer Bedeutung hat der Pass bis in jüngste Zeit behalten.
Die Befestigung Pass Lueg wurde im Laufe der früheren Neuzeit von den Salzburger Fürsterzbischöfen ausgebaut.
Hier widersetzten sich im 4. Napoleonischen Krieg 1809 die Salzburger Freiheitskämpfer unter Schützenhauptmann Josef Struber erfolgreich den französisch-bayerischen Truppen. Salzburg, seinerzeit schon habsburgisches Kurfürstentum, wurde trotzdem von den Truppen Napoleons eingenommen und Struber übergab den Pass nach dem Friedensschluss am 20. Oktober. In Folge gehörte das Land kurz zu Bayern.
In den 1870ern entstand die Kaiserin-Elisabeth-Bahn (Salzburg-Tiroler Bahn), auch Westbahn genannt, mit dem Ofenauer Tunnel, der den engsten Teil des Pass Lueg umgeht.
In der Nacht vom 9. auf den 10. Juni 1934, ein Monat vor dem Juliputsch, wurde am Pass Lueg Johann Leirich, ein Freiwilliger des Salzburger Heimatschutzes, einer Unterorganisation der Heimwehr, von aus Deutschland einsickernden illegalen Nationalsozialisten ermordet. Sein Kollege Otto Repas wurde angeschossen. Als Täter wurde der spätere SS-Angehörige Konrad Strasser aus Golling verdächtigt. Ein österreichisches Auslieferungsgesuch wurde jedoch von der NS-Justiz ignoriert. Nach dem Anschluss Österreichs wurde der Verdächtige durch das Straffreiheitsgesetz vom 30. April 1938 amnestiert. Nach dem Zweiten Weltkrieg wurde die Tat nicht weiter verfolgt, da Strasser als 1945 im Raum Berlin gefallen galt und für tot erklärt wurde.
Im Februar 1950 wurde im Eisenbahntunnel unter dem Pass Lueg der ehemalige US-Militärattaché in Bukarest, Navy-Captain Eugene Simon Karpe, tot aufgefunden. Ermittlungen ergaben, dass er von Wien in Richtung Paris reisend, gewaltsam aus dem Arlberg-Orient-Express gestoßen wurde und im Tunnel vom Zug überrollt wurde. Als verantwortlich für die Tat wurden östliche Geheimdienste gemacht, da Karpe ein enger Bekannter des US-amerikanischen Geschäftsmanns Robert A. Vogeler war, der im kommunistischen Ungarn wegen Spionage zu 15 Jahren Haft verurteilt worden war. Captain Karpe hatte vor seiner Abreise in Wien die Ehefrau Vogelers besucht. Die Tat konnte jedoch nie aufgeklärt werden. Karpe wurde in den USA am Nationalfriedhof Arlington bestattet.
In den 1970ern führte über den Pass die legendäre Gastarbeiterroute Westeuropa – Balkan mit enormer Verkehrsbelastung und Staus, die erst durch den Bau der Tauernautobahn zurückgingen. Der Abschnitt Golling – Pass Lueg (Ofenauertunnel/Hieflertunnel, Anschlussstelle Pass Lueg bei Stegenwald) wurde 1974 eröffnet, der weiterführende Abschnitt nach Werfen/Pfarrwerfen 1977. Seither ist der Pass selbst nurmehr von lokaler und touristischer Bedeutung.

## Sehenswürdigkeiten

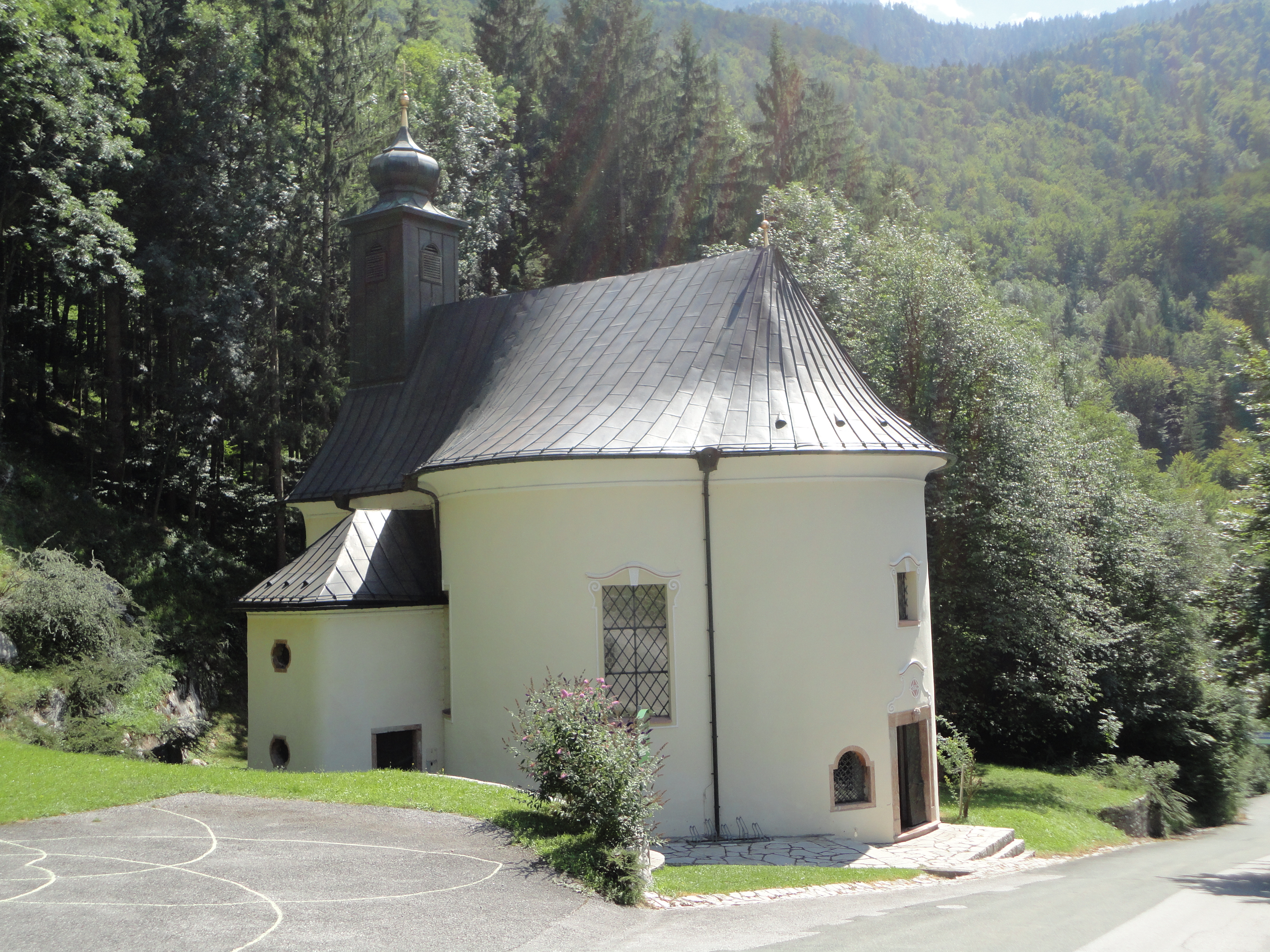
Maria Bruneck

- Befestigung Pass Lueg, als Mautstelle urkundlich 1160, heute barock bis napoleonisch
- Kapelle zu Unserer Lieben Frau Maria Bruneck, kleine Kirche des Barock (um 1760)
- Struberdenkmal, zu Ehren des Schützenhauptmanns Josef Struber und des Gefechts von 1809
- Kriegerdenkmal des Ersten Weltkriegs
- Salzachöfen, Klamm der Salzach (Naturdenkmal)
- Kroatenhöhle, Naturhöhle mit Befestigungen (etwas flussaufwärts auf der anderen Seite, über einen Steg erreichbar, steht ebenfalls unter Denkmalschutz, Höhle selbst nicht öffentlich)